# Parvamussium conspectum
Parvamussium conspectum is een tweekleppigensoort uit de familie van de Propeamussiidae. De wetenschappelijke naam van de soort is voor het eerst geldig gepubliceerd in 1997 door Dijkstra & Kastoro.